# Sônia de Moraes Angel
Sônia Maria Lopes de Moraes (Santiago, 9 de novembro de 1946 – São Paulo, 30 de novembro de 1973) foi uma professora e guerrilheira brasileira, integrante do grupo guerrilheiro de extrema-esquerda Ação Libertadora Nacional (ALN) e participante da luta armada contra a ditadura militar brasileira. Foi casada por três anos com Stuart Angel Jones, dirigente do Movimento Revolucionário 8 de Outubro (MR-8), sequestrado, torturado e assassinado em 1971, ficando bastante tempo sendo dado como desaparecido. Sônia Maria foi presa, torturada e assassinada em 1973, por agentes do regime militar. Seus restos mortais só foram identificados mais de duas décadas após seu falecimento. Foi um dos casos investigados pela Comissão Nacional da Verdade, que apurou mortes e desaparecimentos na ditadura militar brasileira.

## Biografia
Sônia Maria Lopes de Moraes nasceu no dia 9 de Novembro de 1946, na cidade de Santiago, no interior do Rio Grande do Sul. Filha de João Luiz de Moraes, um coronel do Exército Brasileiro, e de Cléa Lopes de Moraes, uma dona de casa. Mudou-se com sua família para o Rio de Janeiro no início de sua adolescência. Na capital fluminense estudou  no Colégio de Aplicação da antiga Faculdade Nacional de Filosofia e, posteriormente, na Faculdade de Economia e Administração da UFRJ, de onde foi desligada pelo Decreto n.º 477, portaria 53, de 24 de setembro de 1969, antes de se formar, por participar de atividades subversivas. Em busca de independência pessoal e financeira, decidiu sair de casa aos dezoito anos, passando a morar sozinha. Para se sustentar, trabalhou como professora de português no Colégio Goiás, patrimônio de propriedade de sua família, que ficava localizado no bairro do Leblon.
Casou-se em 18 de agosto de 1968, com seu noivo, Stuart Angel Jones, militante do Movimento Revolucionário 8 de Outubro (MR-8), que conheceu em 1962 nas manifestações e reuniões de militantes  de esquerda. Foi presa pela primeira vez em 1 de maio de 1969, com mais três estudantes, por ocasião das manifestações de rua na Praça Tiradentes, no Rio de Janeiro. Ela foi levada para o DOPS/RJ para interrogatório e em seguida para o Presídio Feminino São Judas Tadeu. Foi solta apenas em 6 de agosto de 1969, após ser absolvida pelo Superior Tribunal Militar (STM), por unanimidade, passando a viver de forma clandestina com o pseudônimo de Esmeralda Siqueira Aguiar.
No ano de 1970, já estando em liberdade, exilou-se na França junto com seu marido, passando a estudar cinema e fotografia na Universidade de Paris, enquanto lecionava português na escola de idiomas Berlitz, em Paris.
Após a prisão e desaparecimento do marido, Stuart Angel Jones, em maio de 1971, Sônia decidiu voltar ao Brasil pera fazer justiça e investigar o que aconteceu com Stuart. Ela retomou a luta armada, ingressando na ALN, mas por causa da intensidade da repressão,  precisou refugiar-se em Santiago, no Chile, onde trabalhou como fotógrafa. Retornou ao Brasil secretamente em maio de 1973, passando a residir em São Paulo.
Nesta época começou a namorar com Antônio Carlos Bicalho Lana, outro integrante da ALN. Eles foram morar juntos em São Vicente, onde alugaram um apartamento em 15 de novembro de 1973.

## Morte
Em 15 de novembro de 1973, Sônia e Antônio foram presos por agentes do DOI-CODI de São Paulo, no Posto Rodoviário, no Canal 1, na cidade de Santos. Denunciados aos órgãos de segurança pelo médico João Henrique Ferreira de Carvalho, apelidado pelo DOI-CODI de "Jota", um infiltrado nas organizações clandestinas durante a ditadura pela antiga Escola Nacional de Informações (Esni) e responsável pela denúncia e morte de cerca de vinte militantes da luta armada.
A prisão do casal, em São Vicente, no litoral paulista, foi detalhadamente planejada, como constatou sua família durante as investigações junto aos empregados do prédio em que Sônia Maria e Antônio Carlos moravam. Agentes comunicaram aos empregados do prédio que dois terroristas muito perigosos moravam ali. Eles fizeram-se passar, a partir daquele momento, por funcionários do prédio, para observá-los mais de perto.
Certa manhã, Antônio e Sônia, já desconfiados que estavam sendo vigiados, decidiram fugir, pegaram um ônibus, e foram seguidos pelos agentes. Ao aproximar-se do balcão para comprar as passagens na rodoviária, Antônio foi atacado e agredido pelos capitães Ênio Pimentel e Freddie Perdigão Pereira, que estavam em operação.
Existem, na verdade, duas versões posteriores para a tortura e morte de Sônia: A primeira delas, dada pelo próprio tio da militante, coronel, ex-comandante do DOI-CODI de Brasília e irmão do pai dela, que diz que "depois de presa, do DOI-CODI de São Paulo foi mandada para o DOI-CODI do Rio de Janeiro, onde foi torturada, estuprada com um cassetete e mandada de volta a São Paulo, já exangue, onde recebeu dois tiros." A segunda versão, do ex-sargento Marival Chaves,  ex-membro do DOI-CODI/SP e do CIEx, em Brasília, dada à revista Veja em 1992, afirma que "Sônia e Antônio Carlos foram presos e levados para um sítio na Zona Sul de São Paulo, onde ficaram de cinco a dez dias sendo torturados, até morrerem, dia 30 de novembro de 1973, com tiros pelo corpo, sendo colocados, no mesmo dia, à porta do DOI-CODI/SP, para servir de exemplo. Ao mesmo tempo, foi montado um “teatrinho” para justificar a versão oficial de que foram mortos em consequência de tiroteio, no mesmo dia 30 (metralharam com tiros de festim um casal e os colocaram imediatamente num carro)".
No dia 1.º de dezembro de 1973, dois jornais, O Globo e O Estado de S. Paulo, citaram as mortes de Sônia e Antônio a caminho do Hospital após tiroteio com os agentes de segurança, na avenida Pinedo, em Santo Amaro, na capital paulista, às 15 horas, a partir da notificação do II Exército.
O local da tortura e assassinato de Sônia e seu companheiro foi identificado como Fazenda 31 de Março, nome dado pelos militares em homenagem à data do golpe militar de 1964, um sítio localizado na região de Parelheiros, na zona sul de São Paulo. Dos muitos subversivos para ali levados pelos agentes da repressão, apenas um escapou com vida, o ex-deputado estadual fluminense Affonso Celso Nogueira Monteiro, em 1975, após denúncias de seu desaparecimento na Assembleia Legislativa do Rio de Janeiro e no Congresso Nacional.
Apesar de identificada, Sônia Maria foi enterrada como indigente no Cemitério de Perus, na Zona Norte de São Paulo, com seu pseudônimo Esmeralda Siqueira Aguiar. Antônio Carlos também foi enterrado como indigente em Perus. Eles foram autopsiados pelos legistas Harry Shibata e Paulo Augusto de Queiroz Rocha.
Por meio do processo 1.483/79 na 1.ª Vara Civil de São Paulo os familiares de Sônia, posteriormente, conseguiram obter a correção de identidade e retificação do Registro de Óbito, em decorrência dos depoimentos de Ozéas de Oliveira, o bilheteiro da agência de passagens, e do motorista do ônibus, Celso Pimenta, que testemunharam a prisão dos militantes. Os relatos foram anexados ao processo movido pela família contra o médico legista Harry Shibata.
Assim que o pai de Sônia, tenente-coronel da reserva João Luiz de Moraes, conseguiu a correção da certidão de óbito, e a verdadeira identificação da filha, os restos mortais de Sônia foram transladados para o Rio de Janeiro em 1981, oito anos após sua morte. Em 1982, na tentativa de apuração das reais circunstâncias da morte de Sônia, por meio do processo movido contra Harry Shibata, o IML/RJ constatou que os ossos entregues à família eram de um homem negro de 33 anos.
Nos relatórios dos ministérios da Marinha e da Aeronáutica entregues ao ministro da Justiça em 1993, permanece a falsa versão de que morreram após tiroteio com os órgãos de segurança.

## Homenagens póstumas
Hoje o seu nome batiza um viaduto no bairro do Jardim São Luiz, na cidade de São Paulo, um bairro na cidade de Mauá,  uma rua no bairro do Tirol, em Belo Horizonte, uma arua no bairro da Macaxeira, no Recife, e uma rua no Recreio dos Bandeirantes, no Rio  de Janeiro. O nome de Sônia também foi dado a um dos viadutos do Complexo João Dias, em São Paulo, em 19 de setembro de 1992.
O tenente-coronel João Luiz de Morais, pai de Sônia, publicou o livro O Calvário de Sônia: uma História de Terror nos Porões da Ditadura, em 1994, resultado de suas buscas por verdade e justiça sobre a morte de Sônia.
Em 2011, a atriz Fernanda Montenegro a homenageou fazendo seu papel numa campanha cívica da Ordem dos Advogados do Brasil (OAB) pela abertura dos arquivos da ditadura militar, para saber a verdade sobre sua morte e de outros guerrilheiros assassinados ou desaparecidos, exibida na televisão e nos cinemas de todo o Brasil.
O cantor, compositor e letrista brasileiro Ricardo Vilas Boas compôs a música "Anjos" em homenagem a Sonia Maria Lopes de Moraes e seu marido, Stuart Angel Jones, resistentes do regime militar.